# رافائلا اندرسون
رافائلا اندرسون (فرانسوی: Raffaëla Anderson‎؛ زاده ۸ ژانویهٔ ۱۹۷۶) یک بازیگر پورنوگرافی اهل فرانسه است.